# اسلام‌آباد (مهاباد)
اسلام‌آباد روستایی از توابع بخش خلیفان در شهرستان مهاباد است که در استان آذربایجان غربی ایران قرار دارد.

## جمعیت
این روستا در دهستان کانی‌بازار واقع شده و براساس سرشماری سال ۱۳۸۵، جمعیت آن ۱۳۶ نفر (۲۵ خانوار) بوده‌است.